# Heiligenbeeldenmuseum (Enkhuizen)
Het Heiligenbeeldenmuseum is gevestigd in de Nederlandse stad Enkhuizen in de provincie Noord-Holland. De collectie bestaat uit meer dan 140 heiligenbeelden, met levensverhaal, weerspreuken en het volksgeloof dat bij de desbetreffende heilige hoort. Maar ook andere devotionalia, waaronder bidprentjes, zijn in de collectie opgenomen. Marty de Wit is oprichtster van het museum. Zij verzamelt de beelden en zij restaureert ze ook waar nodig.
Voorbeelden van beelden in de collectie zijn:
- Jeanne d'Arc
- Sint Antonius Abt
- Sint Antonius van Padua
- Sint Nicolaas
- Sint Hubertus

Het museum is een particulier initiatief en is geen lid van de Nederlandse Museumvereniging.